# District Királyhágómellék
Het District Királyhágómellék (Roemeens: Episcopia Reformată de pe lângă Piatra Craiului) is naast het district Transsylvanië een van de twee districten van de Hongaars Gereformeerde Kerk in Roemenië (Hervormde Kerk in Roemenië).
Het district is ontstaan in 1920 toen Transsylvanië en de landstreken Partium en Banaat overgingen van Hongarije naar Roemenië vanwege het verdrag van Trianon. Voorheen waren de kerken in het huidige district ondergebracht in het district Debrecen.
De bisschopszetel is te vinden in Oradea.
Het kerkdistrict is de stichter van de Christelijke Universiteit van Partium in Oradea (Universitatea Creștină Partium/Pártiumi Kerestény Egyetem).

## Kerkprovincies
Het district is onderverdeeld in 9 kerkprovincies te weten:
A Királyhágómelléki Református Egyházkerületnek kilenc egyházmegyéje van:
- Hervormde kerkprovincie van Nagybánya (Baia Mare)

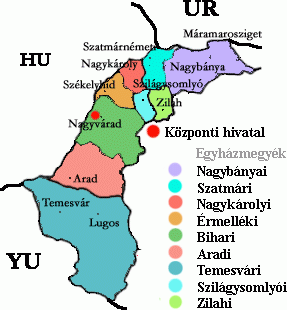

- Hervormde kerkprovincie van Szatmár (Satu Mare)
- Hervormde kerkprovincie van Szilágysomlyó (Șimleu Silvaniei)
- Hervormde kerkprovincie van Zilah (Zalau)
- Hervormde kerkprovincie van Nagykároly (Carei)
- Hervormde kerkprovincie van Érmellék
- Hervormde kerkprovincie van Bihar (Bihor)
- Hervormde kerkprovincie van Arad
- Hervormde kerkprovincie van Temesvár (Timisoara)

## Lijst van bisschoppen
- István Sulyok (1921–1942)[3]
- Béla Csernák (1946–1947)[4]
- Aladár Arday (1948–1961)[5]
- Sándor Buthy (1962–1967)[6]
- László Papp (1967–1990)[7]
- László Tőkés (1990–2009)
- István Csűry (2009–heden)